# Журнал общеполезных сведений
Журнал общеполезных сведений (или Библиотека по части промышленности, сельского хозяйства и наук, к ним относящихся, издаваемый под покровительством Императорского экономического общества) — издавался членом Императорского Вольного экономического общества Н. И. Тарасенко-Отрешковым в Санкт-Петербурге с 1833, по два экземпляра в месяц.
С 1837 по 1859 год «Журнал общеполезных сведений» издавался под названием: «Журнал общеполезных сведений, или Библиотека земледелия, промышленности, сельского и домашнего хозяйства, наук, искусств, ремёсел и всякого рода полезных знаний» — ежемесячно; редакторы: А. П. Башуцкий, Э. П. Перцов, В. А. Прохоров, А. В. Старчевский. Журнал расходился в 3000—4000 экз.